# Die Flucht ohne Ende
Die Flucht ohne Ende ist ein Roman von Joseph Roth, der 1927 während der Albanienreise des Autors entstand und noch im selben Jahr bei Kurt Wolff in München erschien. Nach Roth sei der Roman ein Stück Autobiographie. Dem widerspricht Sternburg.
Franz Tunda, Oberleutnant der österreichischen Armee, flieht aus russischer Gefangenschaft und wird auf dem langen Heimweg von Irkutsk nach Wien in den russischen Bürgerkrieg hineingezogen. Glücklich daheim angekommen, weiß der Offizier, einer der Verlierer des Ersten Weltkriegs, nichts mit sich anzufangen. Hilfe von der Nachkriegsgesellschaft kann er weder in Wien noch in Paris erwarten.

## Zeit und Ort
Der Roman spielt vom August 1916 in Irkutsk bis zum 27. August 1926 in Paris. Zwischendurch agiert der Protagonist in der Ukraine, in Baku, Wien und in einer mittelgroßen deutschen Universitätsstadt am Rhein.

## Handlung
Franz Tunda, 1894 geboren, flieht aus russischer Gefangenschaft und kommt in der Taiga bei dem Polen Baranowicz in Werchne-Udinsk unter. Im Frühjahr 1919 erfährt der Oberleutnant vom Kriegsende und will nach Wien zu seiner Braut Fräulein Irene Hartmann. Immerhin hat Tunda es im September bis in die Ukraine geschafft. Mitten in den russischen Bürgerkriegswirren gerät der Flüchtling erst in die Hände der Weißen und bleibt schließlich bei den Roten. Tunda verliebt sich in seine Vorgesetzte, die Russin Natascha Alexandrowna, wird selbst Revolutionär, hält zündende kommunistische Reden und proklamiert selbstverfasste Aufrufe.
In Moskau dann, als der revolutionäre Nachkriegsalltag bewältigt werden muss und Tunda in die Partei eintreten soll, macht sich der Kandidat nach Grusinien davon und verliebt sich dort in Alja. Das Paar heiratet in Baku. Tunda betreut eine französische Delegation aus Paris, zeigt den Ankömmlingen das „Petroleumgebiet“, schläft mit Frau G., der einzigen Dame in der Reisegesellschaft, und wird von den Franzosen für einen Spion gehalten. Madame übergibt Tunda zum Abschied ihre Pariser Postanschrift. Tunda verlässt seine Ehefrau, erhält in Moskau ohne Weiteres einen österreichischen Pass und gelangt ganz legal nach Wien. Die Braut Irene, so sagt man, lebe, verheiratet und mit Kind, in Paris. Tunda bezieht kümmerliche Arbeitslosenunterstützung. Der Sibiriak sehnt sich genauso nach der Taiga wie nach Irene. Auf dem Wege nach Paris kommt Tunda bei seinem Bruder, einem gut situierten Kapellmeister, am Rhein vorbei. Sie haben aber nichts miteinander zu reden.
Die rheinische Familie ist erleichtert, als der Gast endlich weiterfährt. Während eines kurzen Aufenthalts in Berlin gibt Tunda einen Bericht seiner fingierten Erlebnisse in Sibirien als Buch heraus und schickt seiner Frau nach Baku ein wenig Geld. In Paris trifft er Frau G. Alle Bekannten aber scheinen in Frankreich zu riechen, dass Tunda pleite ist. Ein Franzose hilft weiter, aber nur für den Moment. Einmal begegnen sich Tunda und Irene im Vorübergehen. Aber weder erkennt er sie noch sie ihn. Baranowicz schreibt aus Sibirien: Alja sei bei ihm soeben eingetroffen. Beide warten auf den Flüchtling. Tunda, der ausgezogen war, um Irene zu suchen, könnte in die Irkutsker Gegend zurückkehren. Der Oberleutnant weiß nicht, was er machen soll.

## Zitate
- „In den Seelen mancher Menschen richtet die Trauer einen größeren Jubel an als die Freude“.[3]
- „Es dauert sehr lange, ehe die Menschen ihr Angesicht finden“.[4]
- „Wie häßlich ist Geld, das man nicht hat!“[5]

## Form
Der Autor untertitelt den Roman mit Ein Bericht und versichert im Vorwort, er habe weder etwas „erfunden“ noch etwas „komponiert“. Im Text treten als Ich-Erzähler sowohl Joseph Roth als auch sein „Freund, Kamerad und Gesinnungsgenosse“ Franz Tunda auf.

## Rezeption
- Joseph Roths Bericht wurde gelegentlich der Neuen Sachlichkeit zugerechnet. Nach Hans Mayer aber sei der Text „weder neu noch sachlich“.[8] Bereits 1929 hatte Roth[9] dieser Kategorisierung widersprochen.
- Steierwald[10] stellt klar, in dem „Revolutionsroman“ geht es nicht um Revolution.
- Nach Claudio Magris bestimme Roth die Literatur in dem Roman als lückenhafte Näherung an die im betreffenden Text zu untersuchende Wahrheit.[11]
- Joseph Roth habe nicht nur einen Roman über die Sowjetunion, sondern auch über das Nachkriegseuropa geschrieben. Der Autor habe die junge Sowjetunion wegen ihres innewohnenden Zwanges ziemlich skeptisch gesehen. Somit musste sein freiheitsliebender Tunda aus dem Lande westwärts fliehen.[12]
- Kiesel zitiert Siegfried Kracauer. Demnach protestiere Roth nicht gegen die europäischen Nachkriegsverhältnisse, sondern konstatiere lediglich Tatsachen. Dabei wohne dem Erzählton eine Trauer inne.[13]

## Verfilmung
Michael Kehlmann verfilmte den Roman 1985 für das Fernsehen mit Helmuth Lohner, seiner Frau Dagmar Mettler und Peter Weck.